# ニコライ・ポドゴルヌイ
ニコライ・ヴィークトロヴィチ・ポドゴルヌイ（ロシア語: Никола́й Ви́кторович Подго́рный（ニカラーイ・ヴィークタラヴィチュ・パドゴールヌィイ）、ラテン文字表記の例：Nikolai Viktorovich Podgorny、ウクライナ語: Микола Вікторович Підгорний、1903年2月18日 – 1983年1月12日）は、ソビエト連邦の政治家。ウクライナ人。レオニード・ブレジネフ時代に国家元首にあたる最高会議幹部会議長を務めた。

## 経歴
1903年2月18日、ロシア帝国ウクライナのカルロフカで、冶金工の家庭に生まれる。キエフ工科大学食品工業学部を卒業した後、砂糖工場で働きながら共産党活動に従事した。1940年代に食品工業人民委員、モスクワ食品工業大学学長などを歴任し、1950年にハルキウ州党第一書記に就任した。
1957年、ソ連共産党第一書記となったニキータ・フルシチョフに引き立てられてウクライナ共産党第一書記に就任した。1960年には幹部会員、1963年に党中央委員会書記に選出され、ソ連共産党の組織・人事部門を担当し、事実上の「第二書記」の地位を占めるに至った。
フルシチョフが失脚してブレジネフを第一書記とする新指導部が発足すると、ブレジネフ及びアレクセイ・コスイギン首相と共に「トロイカ」の一人として集団指導体制の一翼を担う。1964年11月の共産党中央委員会総会で、フルシチョフ時代に工業と農業の2つの系列に分かれていた地方党組織の再統合を報告した。この時にハルキウ州第一書記時代、第二書記を務めたヴィタリー・チトフ書記（農業担当）の協力を得た。しかしチトフは解任され、後任の農業担当書記にはフョードル・クラコフが、またポドゴルヌイが担当していた党組織・人事はイヴァン・カピトノフが組織・党活動部長にそれぞれ選出されたため、1965年までに書記局から外されてしまう。古参ボリシェビキのアナスタス・ミコヤンの後任の国家元首の最高会議幹部会議長に祭り上げられて、専ら儀典外交の任を担当するようになっていった。

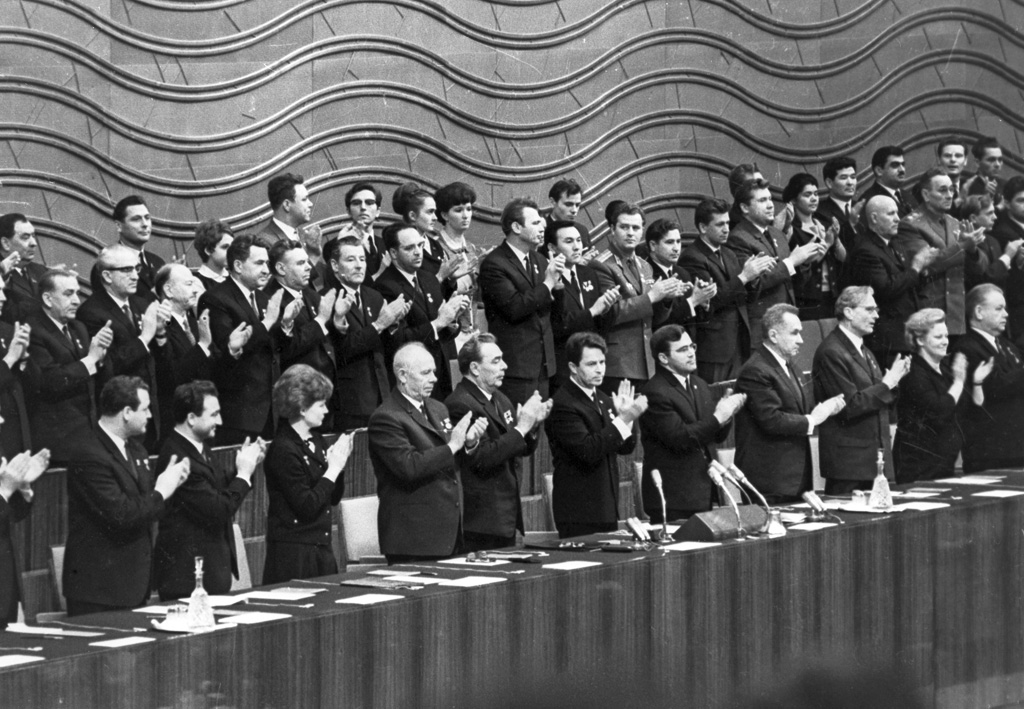
コムソモール大会にブレジネフと(前列左から4人目・その右隣がブレジネフ)

1977年にブレジネフは最高会議幹部会に第一副議長を新設し、ポドゴルヌイをこれに据えようとしたが、ポドゴルヌイはこれを拒否した。5月24日の中央委員会総会で政治局員を解任された。1ヵ月後の6月16日と17日に開かれた最高会議で幹部会議長を解任された。ポドゴルヌイ自身は会議を欠席し、本人の「年金生活に入るために辞任したい」という声明が読み上げられた。1979年には最高会議代議員職も失い、1983年1月12日に死去した。

## 評価
ポドゴルヌイは古参のボリシェビキが、ヨシフ・スターリンの大粛清によって消された後を襲い、スターリンの独裁体制を支えた「出世組」世代に位置した。ブレジネフやコスイギンなどと同じく、脱イデオロギーの色彩が強く、国家・経済の管理者の色彩の強い党官僚の先がけであったと評価できよう。

## エピソード
最高会議幹部会議長の座を追われた後の1978年11月に10月革命61周年記念パーティーに出席し、ブレジネフ、コスイギン、グロムイコらかつての同僚に遠慮会釈なく次々と話しかけ、迷惑そうな顔をされている姿が魚本藤吉郎駐ソ日本大使によって目撃された。ポドゴルヌイは、この時点では最高会議代議員の身分はまだ有しており、パーティーへの出席は"合法"ではあったが、失脚した政治家は配所の月を静かに眺めているのが慣例で、ポドゴルヌイの行動は異例であった。この行動が災いしたのか、その後まもなく彼は最高会議代議員職も失った。
またポドゴルヌイ失脚後、トレチャコフ美術館の51号室に飾ってあった赤の広場の壇上に立つブレジネフ書記長らを描いたドミトリー・ナルバンジャン作の絵画から、ブレジネフの左隣に立っていたポドゴルヌイの姿が消されていることが確認され、話題を呼んだ。